# Irvine Noel Baker
Irvine Noel Baker (* 10. August 1932; † 20. Mai 2001 in London) war ein australisch-britischer Mathematiker.

## Leben und Werk
Baker studierte Mathematik, Physik und Chemie an der University of Adelaide, wo er 1952 den B.Sc. und 1954 den M.Sc. erwarb. 1955 ging er mit einem Stipendium aus Deutschland an die Universität Tübingen. Dort promovierte er 1957 bei Hellmuth Kneser. Von 1957 bis 1959 unterrichtete er an der University of Alberta in Edmonton. Danach war er bis zu seiner Emeritierung 1997 am Imperial College in London, wo er 1968 Reader und 1990 Professor wurde.
Hauptarbeitsgebiet von Baker war die Funktionentheorie. Insbesondere befasste er sich hier mit der von Fatou und Julia begründeten Iterationstheorie holomorpher Funktionen, lange bevor dieses Gebiet Anfang der 1980er Jahre durch die Computergrafiken von Julia-Mengen, der Mandelbrot-Menge und anderer Fraktale populär wurde.
So zeigte Baker 1968, dass die Julia-Menge einer ganzen Funktion, definiert als die Menge der Punkte, wo die Iterierten keine normale Familie bilden, gleich dem Abschluss der Menge der abstoßenden periodischen Punkte ist. Ein bekannter Satz von Sullivan aus dem Jahre 1982 besagt, dass rationale Funktionen keine wandernden Gebiete besitzen. Aber bereits 1976 hatte Baker ein Beispiel einer transzendenten ganzen Funktion gegeben, die ein wanderndes Gebiet hat. Grundlegend dabei war ein anderes Resultat von ihm, welches besagt, dass die Juliamenge einer transzendenten ganzen Funktion nicht total unzusammenhängend sein kann. Baker gab auch das erste Beispiel einer ganzen Funktion, deren Juliamenge die ganze komplexe Ebene ist. Des Weiteren begründete Baker in einer Reihe gemeinsamer Arbeiten mit Janina Kotus und Yinian Lü die Iterationstheorie meromorpher Funktionen. Invariante Gebiete ganzer und meromorpher Funktionen, in denen die Iterierten gegen unendlich konvergieren, heißen heute Baker-Gebiete.
Baker arbeitete auch über andere Fragen der Funktionentheorie, etwa Picard-Mengen oder Funktionalgleichungen.